# Vila Cova (Penafiel)
Vila Cova, anteriormente denominada Vila Cova de Vez de Avis, é uma antiga freguesia portuguesa do Município de Penafiel, com 6,40 km² de área e 819 habitantes (2011), tendo uma densidade populacional de 128 hab/km². Passou a formar por agregação Luzim e Vila Cova.  
Tem uma Associação de Solidariedade Social que ajuda os mais idosos dessa freguesia e de algumas freguesias vizinhas. Vila Cova também conhecida pelo seu grupo coral que tem cantado por varias freguesias do concelho de Penafiel e arredores  

## População
| População da freguesia de Vila Cova | População da freguesia de Vila Cova | População da freguesia de Vila Cova | População da freguesia de Vila Cova | População da freguesia de Vila Cova | População da freguesia de Vila Cova | População da freguesia de Vila Cova | População da freguesia de Vila Cova | População da freguesia de Vila Cova | População da freguesia de Vila Cova | População da freguesia de Vila Cova | População da freguesia de Vila Cova | População da freguesia de Vila Cova | População da freguesia de Vila Cova | População da freguesia de Vila Cova |
| ----------------------------------- | ----------------------------------- | ----------------------------------- | ----------------------------------- | ----------------------------------- | ----------------------------------- | ----------------------------------- | ----------------------------------- | ----------------------------------- | ----------------------------------- | ----------------------------------- | ----------------------------------- | ----------------------------------- | ----------------------------------- | ----------------------------------- |
| 1864                                | 1878                                | 1890                                | 1900                                | 1911                                | 1920                                | 1930                                | 1940                                | 1950                                | 1960                                | 1970                                | 1981                                | 1991                                | 2001                                | 2011                                |
| 522                                 | 466                                 | 502                                 | 509                                 | 596                                 | 581                                 | 598                                 | 701                                 | 753                                 | 718                                 | 669                                 | 733                                 | 869                                 | 763                                 | 819                                 |

| Distribuição da População por Grupos Etários | Distribuição da População por Grupos Etários | Distribuição da População por Grupos Etários | Distribuição da População por Grupos Etários | Distribuição da População por Grupos Etários | Distribuição da População por Grupos Etários | Distribuição da População por Grupos Etários | Distribuição da População por Grupos Etários | Distribuição da População por Grupos Etários | Distribuição da População por Grupos Etários |
| -------------------------------------------- | -------------------------------------------- | -------------------------------------------- | -------------------------------------------- | -------------------------------------------- | -------------------------------------------- | -------------------------------------------- | -------------------------------------------- | -------------------------------------------- | -------------------------------------------- |
| Ano                                          | 0-14 Anos                                    | 15-24 Anos                                   | 25-64 Anos                                   | > 65 Anos                                    |                                              | 0-14 Anos                                    | 15-24 Anos                                   | 25-64 Anos                                   | > 65 Anos                                    |
| 2001                                         | 146                                          | 141                                          | 375                                          | 101                                          |                                              | 19,1%                                        | 18,5%                                        | 49,1%                                        | 13,2%                                        |
| 2011                                         | 144                                          | 91                                           | 451                                          | 133                                          |                                              | 17,6%                                        | 11,1%                                        | 55,1%                                        | 16,2%                                        |

Média do País no censo de 2001:  0/14 Anos-16,0%; 15/24 Anos-14,3%; 25/64 Anos-53,4%; 65 e mais Anos-16,4%
Média do País no censo de 2011:   0/14 Anos-14,9%; 15/24 Anos-10,9%; 25/64 Anos-55,2%; 65 e mais Anos-19,0%
1. ↑  Instituto Nacional de Estatística (Recenseamentos Gerais da População) - https://www.ine.pt/xportal/xmain?xpid=INE&xpgid=ine_publicacoes